# Architektura korporacyjna
Architektura korporacyjna (ang. Enterprise Architecture) – zbiór właściwości danej organizacji, które stanowią o zdolności do realizacji jej celów.
Przy tym na potrzeby architektury korporacyjnej – korporacja (ang. Enterprise) definiowana jest jako organizacja lub zbiór organizacji, posiadających wspólny zestaw celów lub wspólne główne właściwości.
Pojęcie to oznacza także formalny opis struktury i funkcji komponentów korporacji, wzajemnych powiązań pomiędzy tymi komponentami oraz pryncypiów i wytycznych zarządzających ich tworzeniem i rozwojem w czasie. Przy czym komponent korporacji definiowany jest jako dowolny element korporacji, który służy do jej konstruowania; mogą to być ludzie, procesy, fizyczne struktury, jak również systemy informatyczne.
Architektura korporacyjna jest także utożsamiana z dyscypliną, praktyką albo działalnością w obszarze definiowania, reprezentacji i zarządzania kluczowymi właściwościami korporacji. W tym ujęciu tworzenie architektury korporacyjnej nie jest przedsięwzięciem informatycznym, ale złożonym zespołem działań z zakresu organizacji, zarządzania i informatyki.
W chwili obecnej w Polsce zawód architekta korporacyjnego zaczyna się dopiero rodzić. W celu przyspieszenia jego profesjonalizacji
w marcu 2012 roku w ramach Polskiego Forum Architektury Korporacyjnej rozpoczęto prace na rzecz opracowania Kodeksu Dobrych Praktyk Architektów Korporacyjnych. W dniu 19 kwietnia w Warszawie, podczas II Forum Architektów IT przedstawiono finalną wersję Kodeksu.
W listopadzie 2012 r. w ramach Polskiego Forum Architektury Korporacyjnej rozpoczęto prace nad stworzeniem modelu dziedzinowego przedstawiającego kluczowe pojęcia z obszaru architektury korporacyjnej, nazwanego konstelacją pojęć architektonicznych.